# Justizpalast (München)

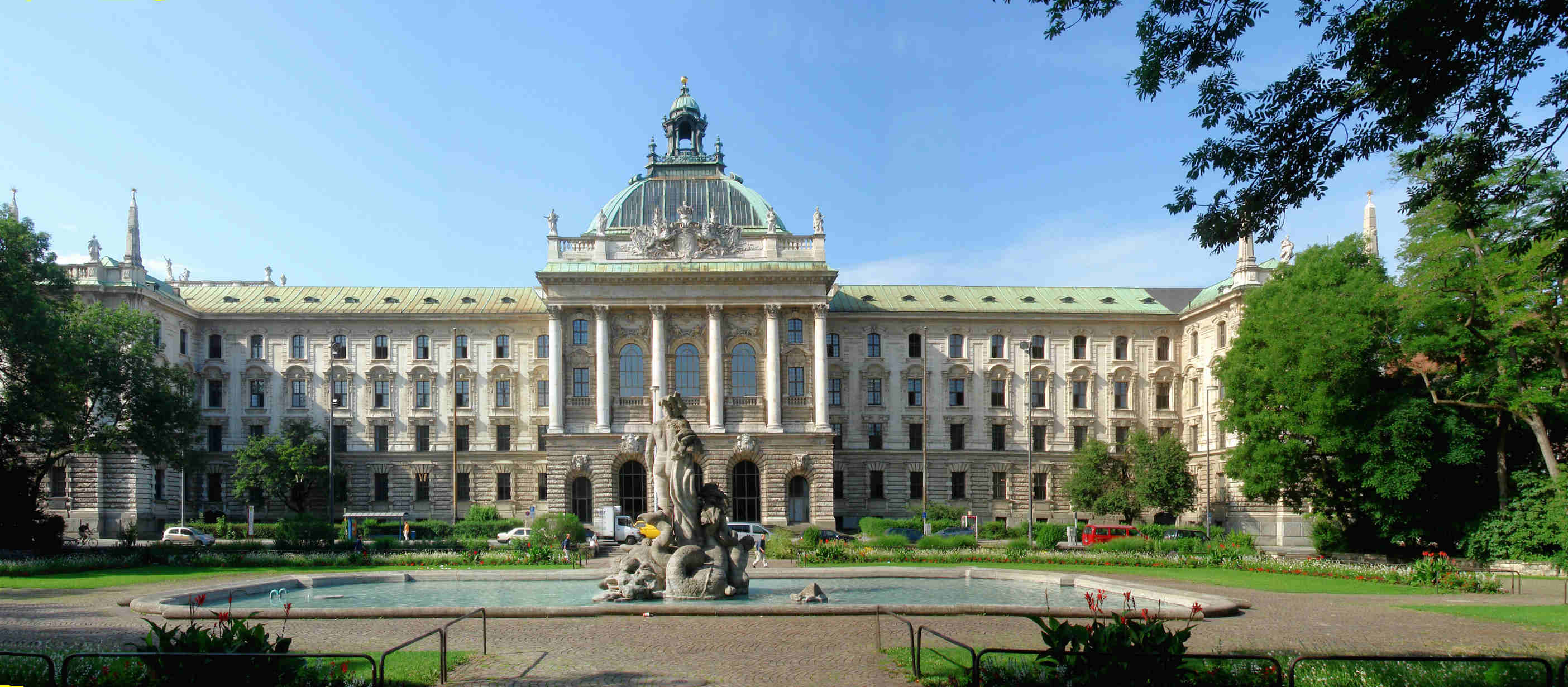
Justizpalast München von Norden (bzw. vom Alten Botanischen Garten aus mit dem Neptunbrunnen) gesehen

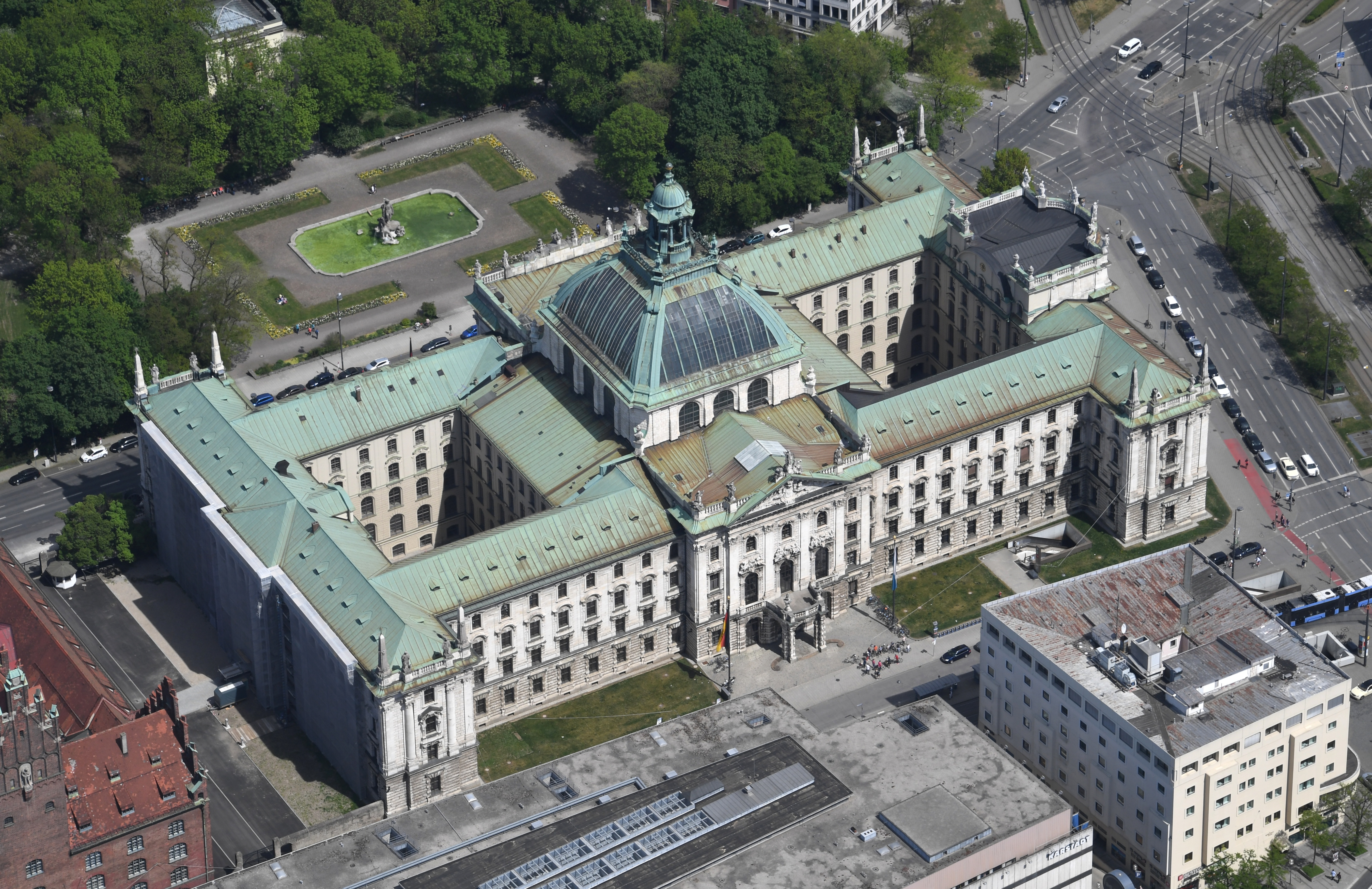
Luftbild des Justizpalastes München

Der Justizpalast ist ein neobarockes Gerichts- und Verwaltungsgebäude in München, das 1891–1897 von Friedrich von Thiersch errichtet wurde. Er liegt zwischen Elisen- und Prielmayerstraße im Stadtbezirk Maxvorstadt und ist Sitz des Bayerischen Staatsministeriums der Justiz sowie von Teilen des Landgerichts München I.

## Baugeschichte und Architektur

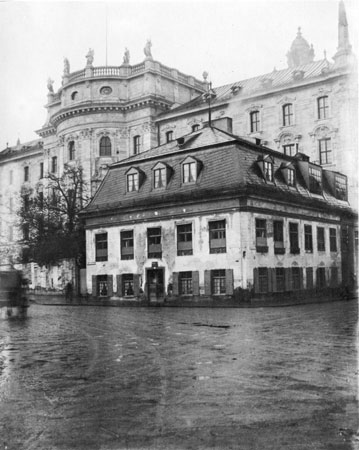
Justizpalast hinter dem Clemensschlößl, 1895

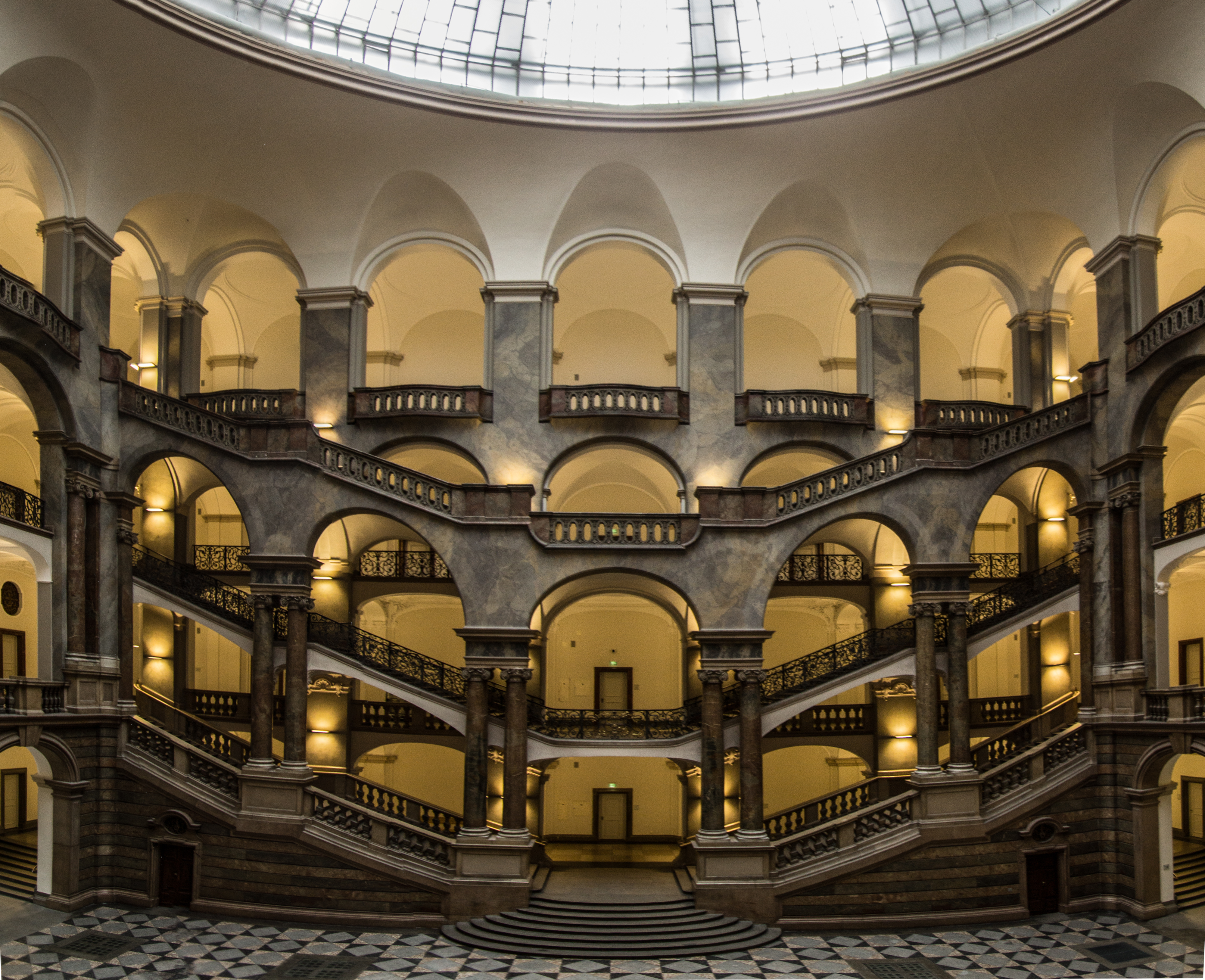
Treppenaufgang Zentralhalle

Nachdem man über längere Zeit hinweg nach einem geeigneten Standort für den Neubau des Justizpalastes gesucht hatte, fand man im Jahr 1886 mit dem nach Clemens Franz de Paula von Bayern benannten Herzoggarten einen idealen Bauplatz in zentraler Lage zwischen Hauptbahnhof und Karlsplatz. Der Bauplatz grenzte im Norden an den Botanischen Garten mit dem im Jahr 1854 fertiggestellten Glaspalast von August von Voit. Im Hinblick auf die erwartete städtebauliche Entwicklung konzipierte man die Nordfassade als Hauptfassade.
Am 16. Februar 1887 wurde der Münchner Architekt Friedrich von Thiersch vom Prinzregenten Luitpold, der sich persönlich für von Thiersch als Garant für eine anspruchsvolle und künstlerisch hochwertige Ausführung eingesetzt hatte, mit dem Bau des Justizpalastes im Stil des Neobarock, dem repräsentativen Baustil der damaligen Zeit, beauftragt. Mit dem Aushub der Baugrube begann man im Frühjahr 1891, das Richtfest fand am 22. Dezember 1894 auf dem Scheitel der Kuppel, die Einweihung des Gebäudes am 10. Mai 1897 durch den Prinzregenten Luitpold und den damaligen Justizminister Leopold von Leonrod statt.
Das Gebäude, welches 138 Meter lang und 80 Meter tief ist, hat mittig eine einschließlich der Laterne 66 Meter hohe gläserne Lichtkuppel. Mittelpunkt des Gebäudes, das um zwei Innenhöfe konzipiert wurde, ist die Zentralhalle in der Größe von 19 m × 29 m. Es wurde auf dem Grund errichtet, auf dem zuvor das in den 1750er und -60er Jahren erbaute Clemensschlössl stand, welches seit 1826 das Kadettencorps beherbergte. 1862/63 war hier ein Neubau der Ludwig-Maximilians-Universität einschließlich Georgianum geplant, da die 1840 bezogenen Gärtner-Bauten in der Ludwigstraße bereits zu klein geworden waren. Nach dem überraschenden Tod König Maximilians II. wurden diese Pläne jedoch nicht weiterverfolgt.
Die vier Fassaden des freistehenden Baus sind unterschiedlich ausgeprägt, haben jedoch mit dem Granitsockel als Unterbau und der Kolossalordnung von Pilastern beziehungsweise Säulen an den Mittel- und Eckrisaliten Gemeinsamkeiten im Aufbau. Die drei Obergeschosse sind durch Fensterumrahmungen und Giebel geschmückt, wobei das zweite Obergeschoss am meisten betont wird. An der Nordfassade springen der Ost- und der Westflügel als Eckrisalite und der Mittelbau vor. Sechs Säulen mit korinthischen Kapitellen gliedern hier das obere Geschoss. Die Längsfronten und Eckrisalite der Südfassade sind wie bei der Nordfassade gestaltet, der Mittelrisalit tritt jedoch weniger vor und ist durch Pilaster gegliedert. Im Erdgeschoss ist dem mittleren Eingangsportal ein offener Vorbau vorgelagert, der einst als Unterfahrt für Kutschen diente. Im ersten Geschoss dient der Vorbau als Balkon. Die drei mittleren Achsen des Risalits werden von einem Giebel mit dem bayerischen Wappen bekrönt. Auf dem Giebel steht die Figuren der Justitia, flankiert von Unschuld und Laster.
Die Ostfassade ist durch den Mittelrisalit mit konvexem Vorbau und Obelisken an allen vier Eckpunkten stark ausgeprägt.
Da das Gebäude trotz seiner gewaltigen Ausmaße bald zu klein geworden war, erbaute Thiersch in den Jahren 1903 bis 1905 westlich neben dem Justizpalast in den Formen bayerischer Backsteingotik das sogenannte Neue Justizgebäude mit zwei Uhrtürmen, in dem sich heute der Bayerische Verfassungsgerichtshof und das Oberlandesgericht München befinden.

## Nutzung des Justizpalastes

### Dienstgebäude
Der Justizpalast ist seit jeher das Dienstgebäude des Bayerischen Staatsministeriums der Justiz, welches die oberen Etagen belegt. In den unteren Etagen befinden sich die meisten Zivilkammern des Landgerichts München I. Mit Fertigstellung des Münchner Strafjustizzentrums in der Nymphenburger Straße 16 im Jahre 1977 wurden die Strafkammern des Landgerichts München I vom Justizpalast dorthin verlegt.

### Bekannte Prozesse
Im Februar 1943 fanden im Justizpalast vor dem Volksgerichtshof die Prozesse gegen die Mitglieder der Widerstandsgruppe Weiße Rose statt. Hier wurde ein „Weiße-Rose-Gerichtssaal“ als Gedenkraum eingerichtet, der Besuchern nach Anmeldung an der Pforte zugänglich war. Seit dem 20. April 2023 dokumentiert eine neue, thematisch erweiterte Dauerausstellung mit dem Titel “Willkür im Namen des Deutschen Volkes. Zertrümmerung des Rechtsstaats im Nationalsozialismus: Die Weiße-Rose-Prozesse im Münchner Justizpalast” die Willkürjustiz.
1962 war der Justizpalast Schauplatz des aufsehenerregenden Indizienprozesses gegen Vera Brühne. Im März 2014 fand im Justizpalast der Strafprozess gegen Uli Hoeneß vor dem Landgericht München II statt. Zwar ist in München für alle Hauptverhandlungen in Strafsachen das Gebäude des Strafjustizzentrums in der Nymphenburger Straße vorgesehen. Der größte Gerichtssaal dort (Saal 101), der baulich auf ein großes Medieninteresse ausgelegt ist, war jedoch zu diesem Zeitpunkt mit dem NSU-Strafprozess gegen Beate Zschäpe belegt. Wegen des erwarteten Ansturms von Presse- und TV-Journalisten entschied man sich, die Hauptverhandlung gegen Hoeneß ausnahmsweise im Justizpalast durchzuführen.

### Gedenkstätten und Ausstellungen

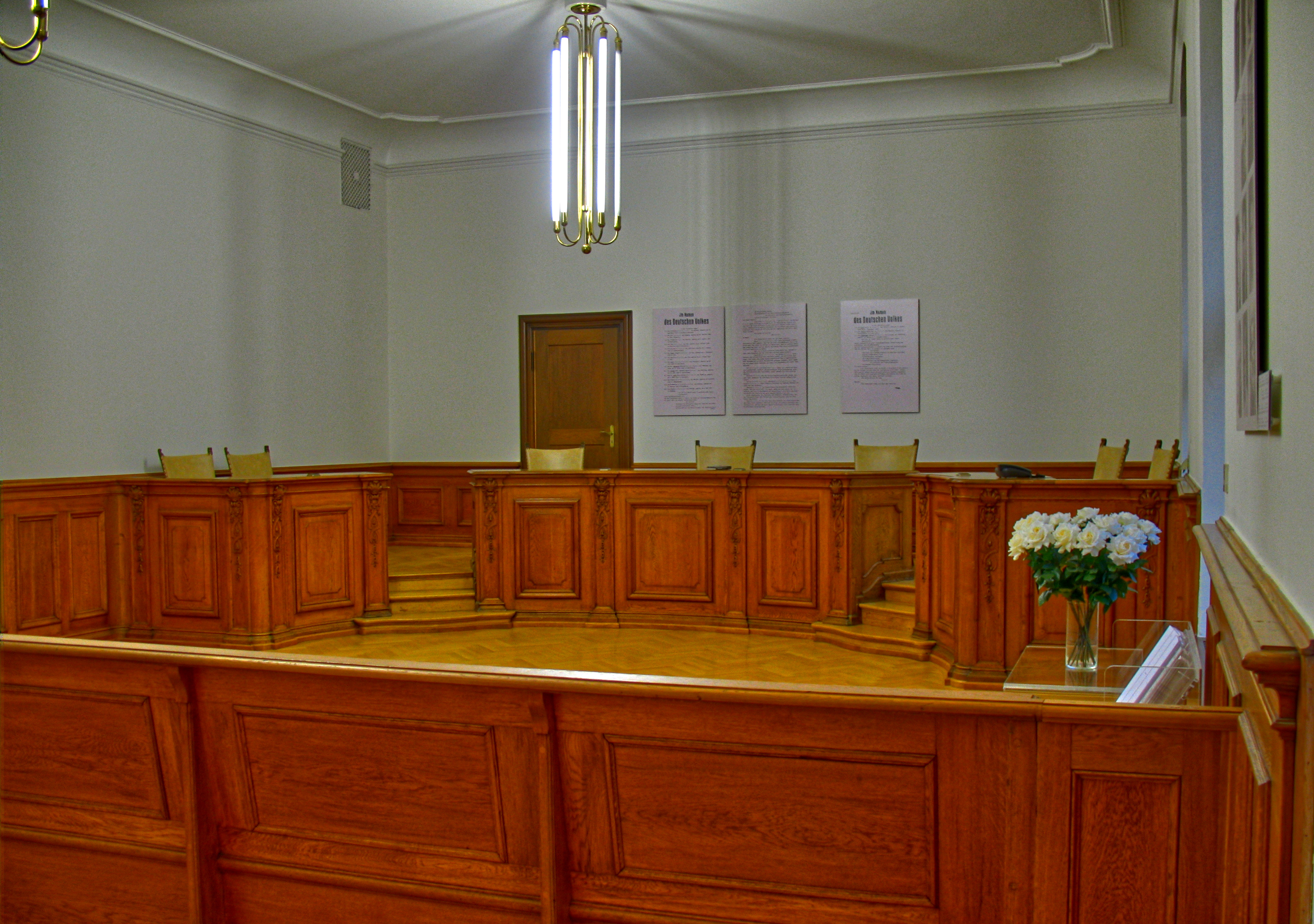
Gedenken an die „Weiße Rose“

In Saal 253 erinnert seit 2007 eine Dauerausstellung an die Prozesse gegen die Mitglieder der Weißen Rose. Im April 2023 eröffnete eine neu konzipierte Dauerausstellung.
Neben der Eingangstür erinnert eine Gedenktafel aus Plexiglas an die während der NS-Zeit entrechteten und verfolgten jüdischen Anwälte.
Im Innenhof unter der Glaskuppel (Lichthof) finden unregelmäßig Ausstellungen zu zeitgeschichtlichen Themen mit Bezug zur Justiz statt.

## Literatur

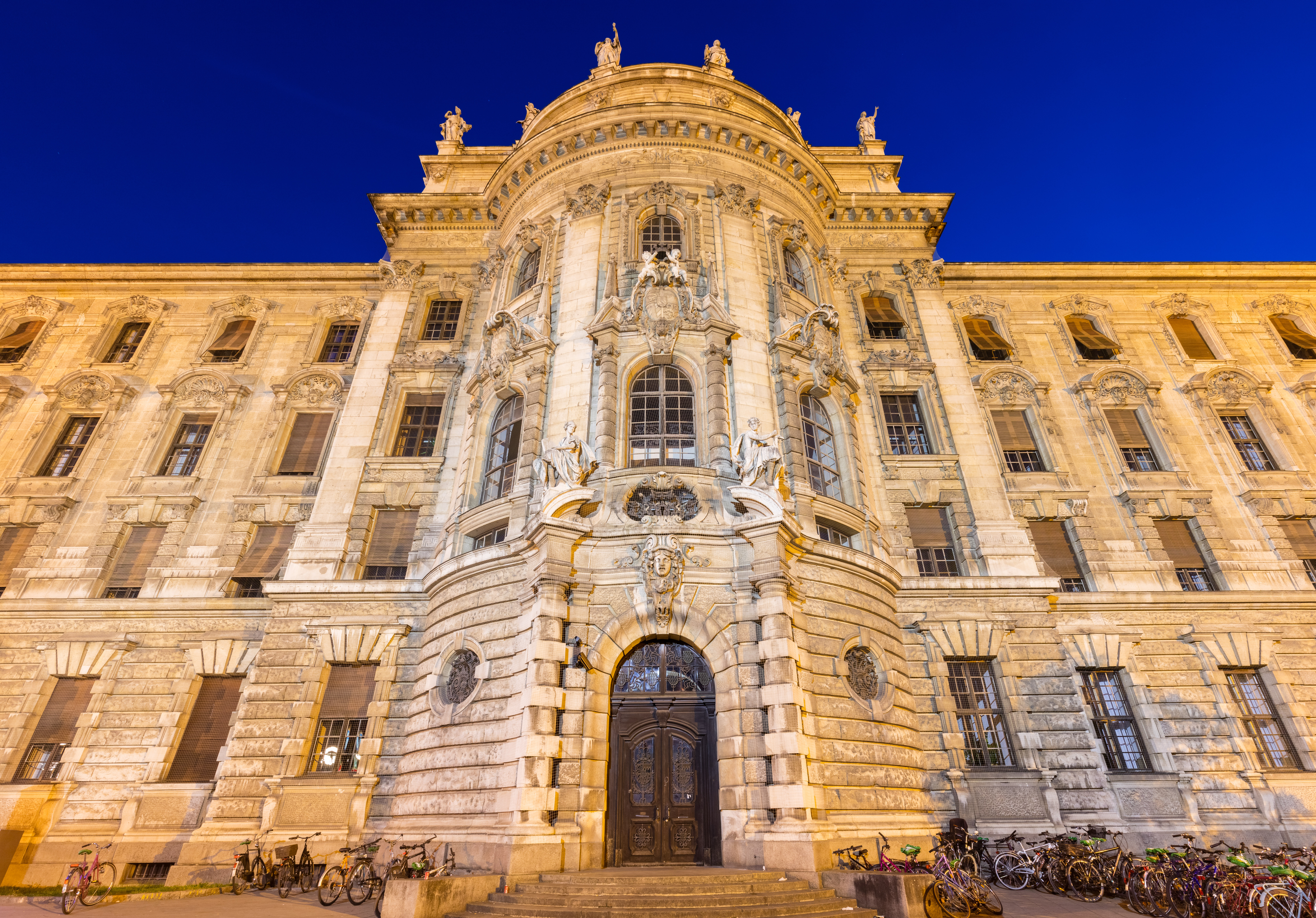
Fassade von der Ostseite
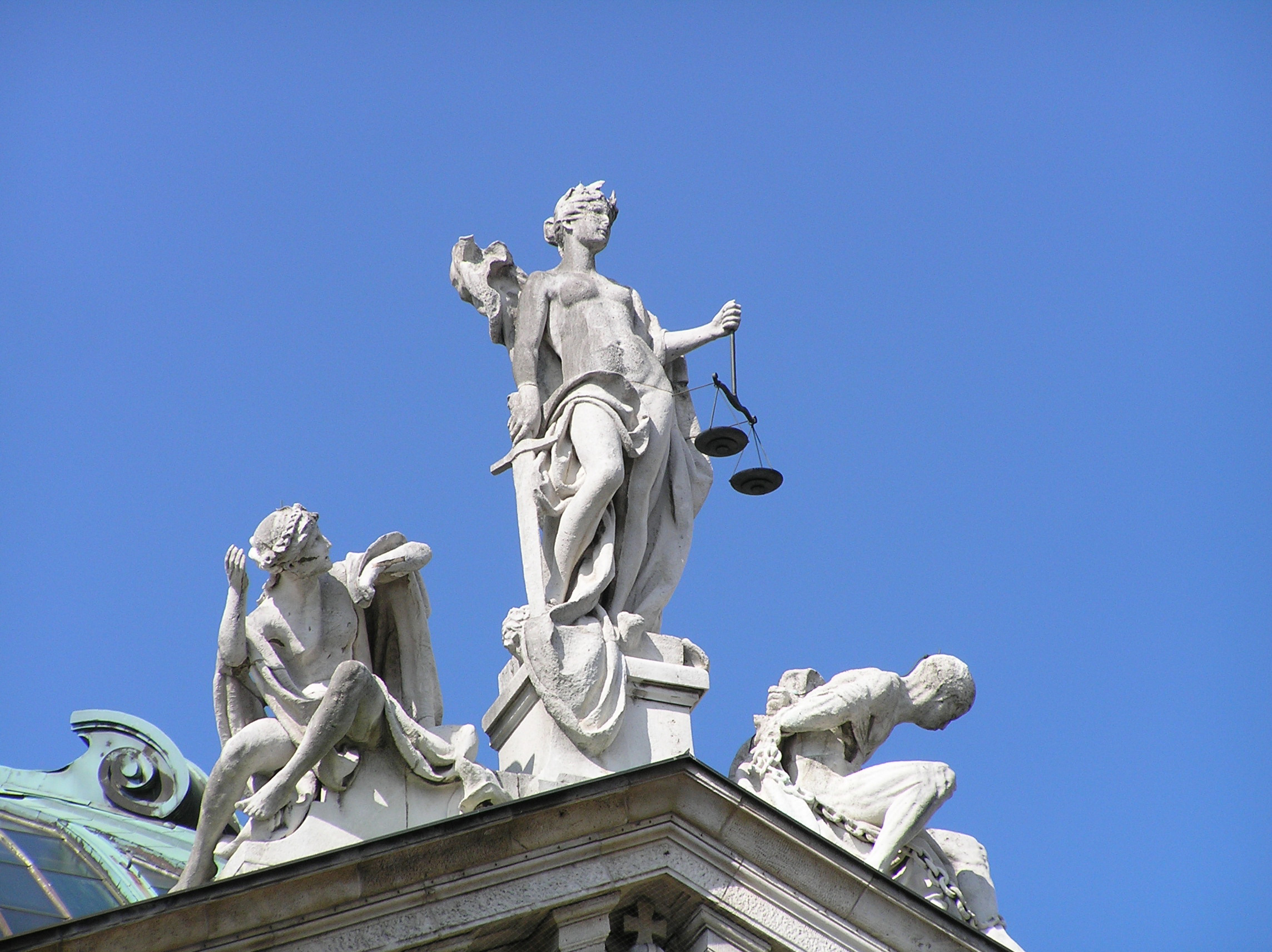
Gruppe „Gerechtigkeit“ von Balthasar Schmitt
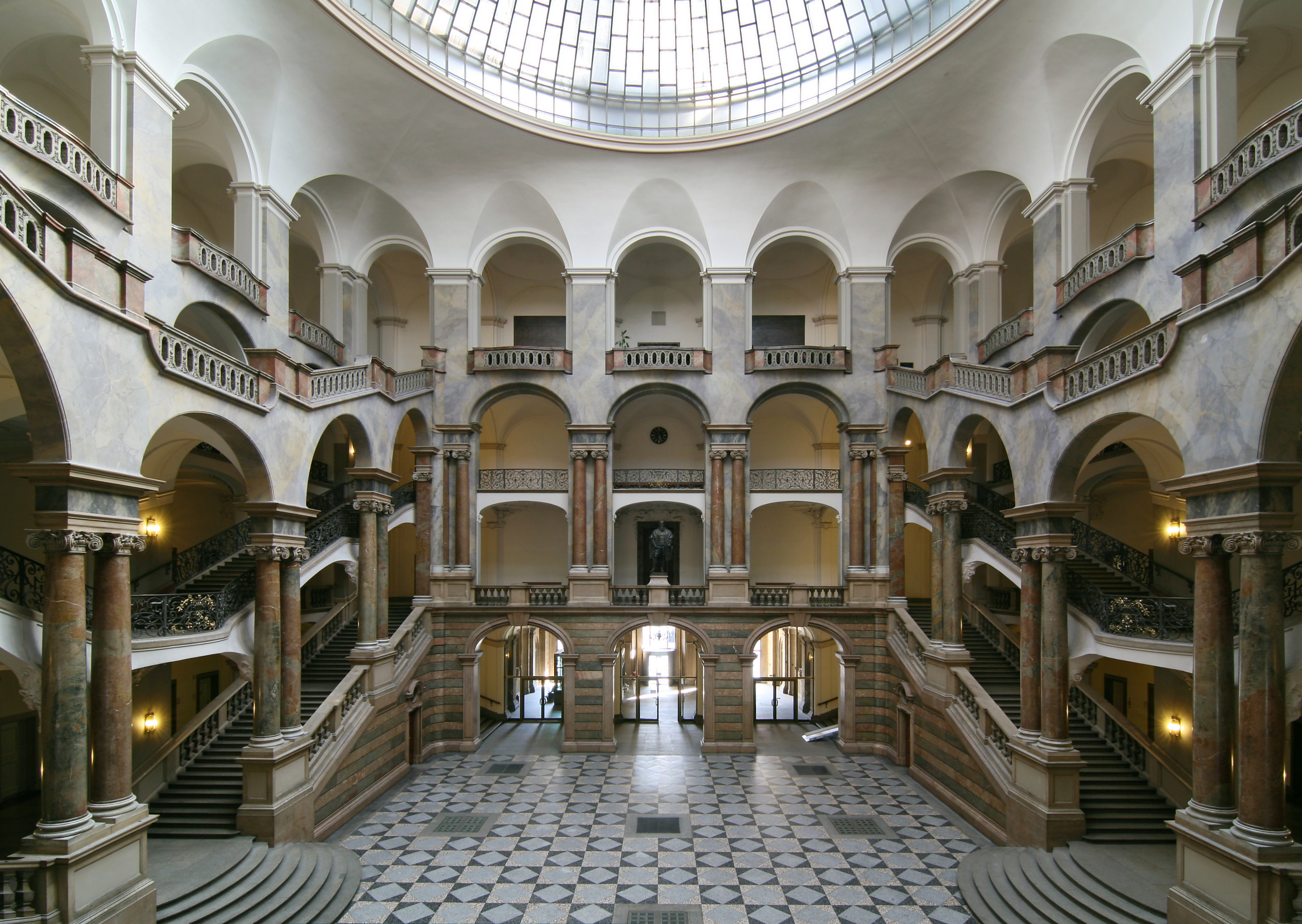
Zentralhalle und Treppenanlage
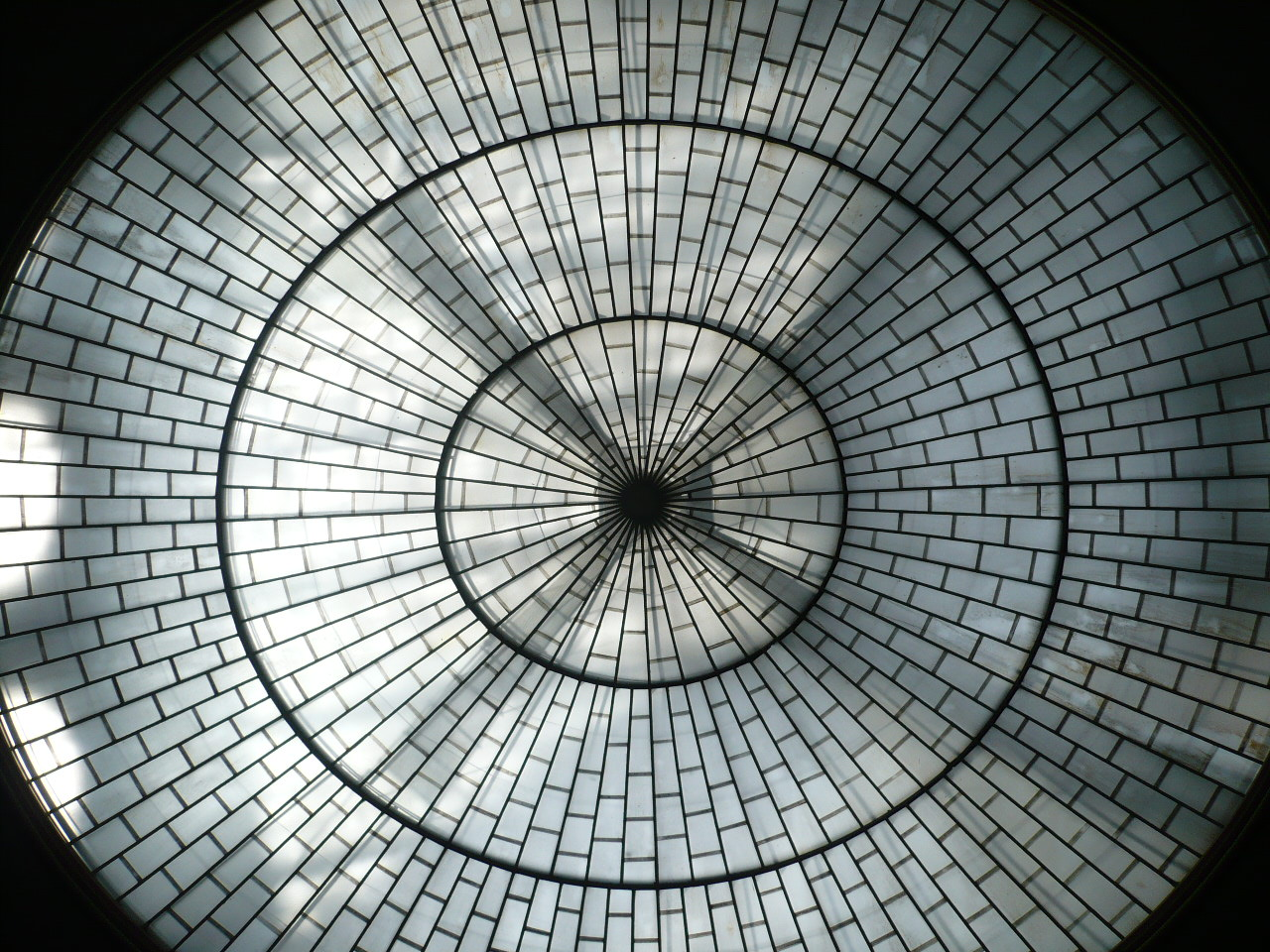
Glaskuppel Zentralhalle
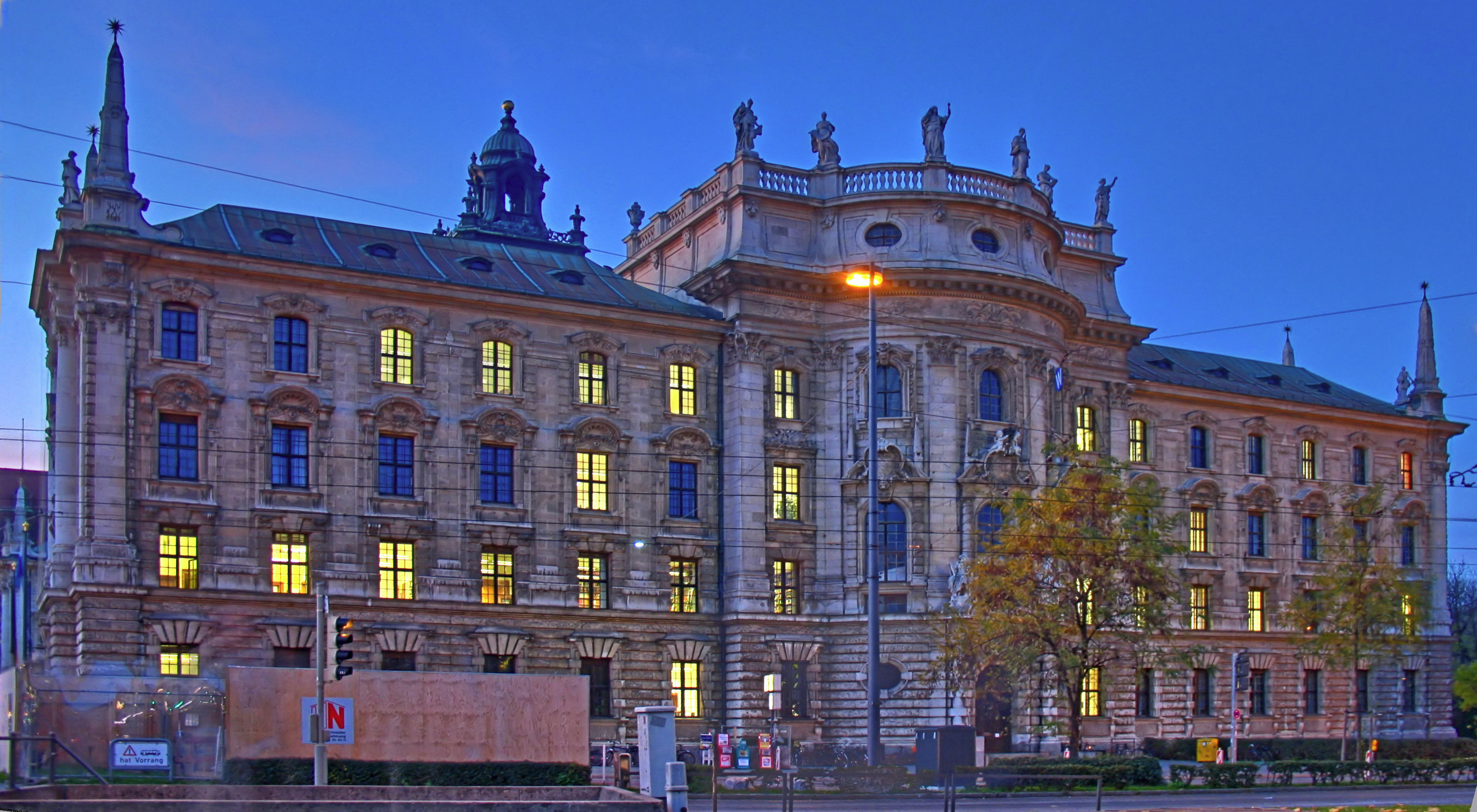
Ostseite, vom Stachus gesehen
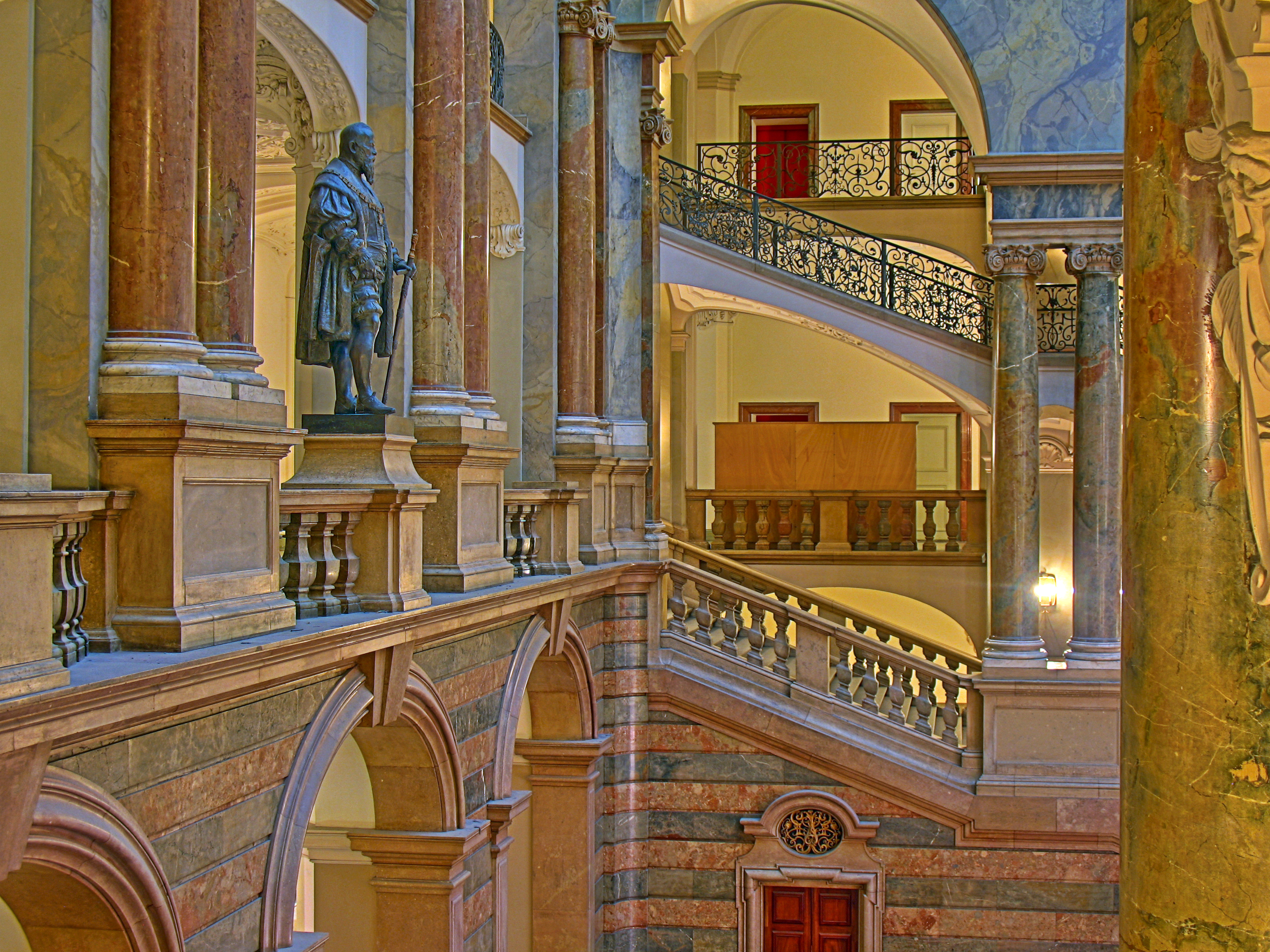
Statue des Prinzregenten Luitpold
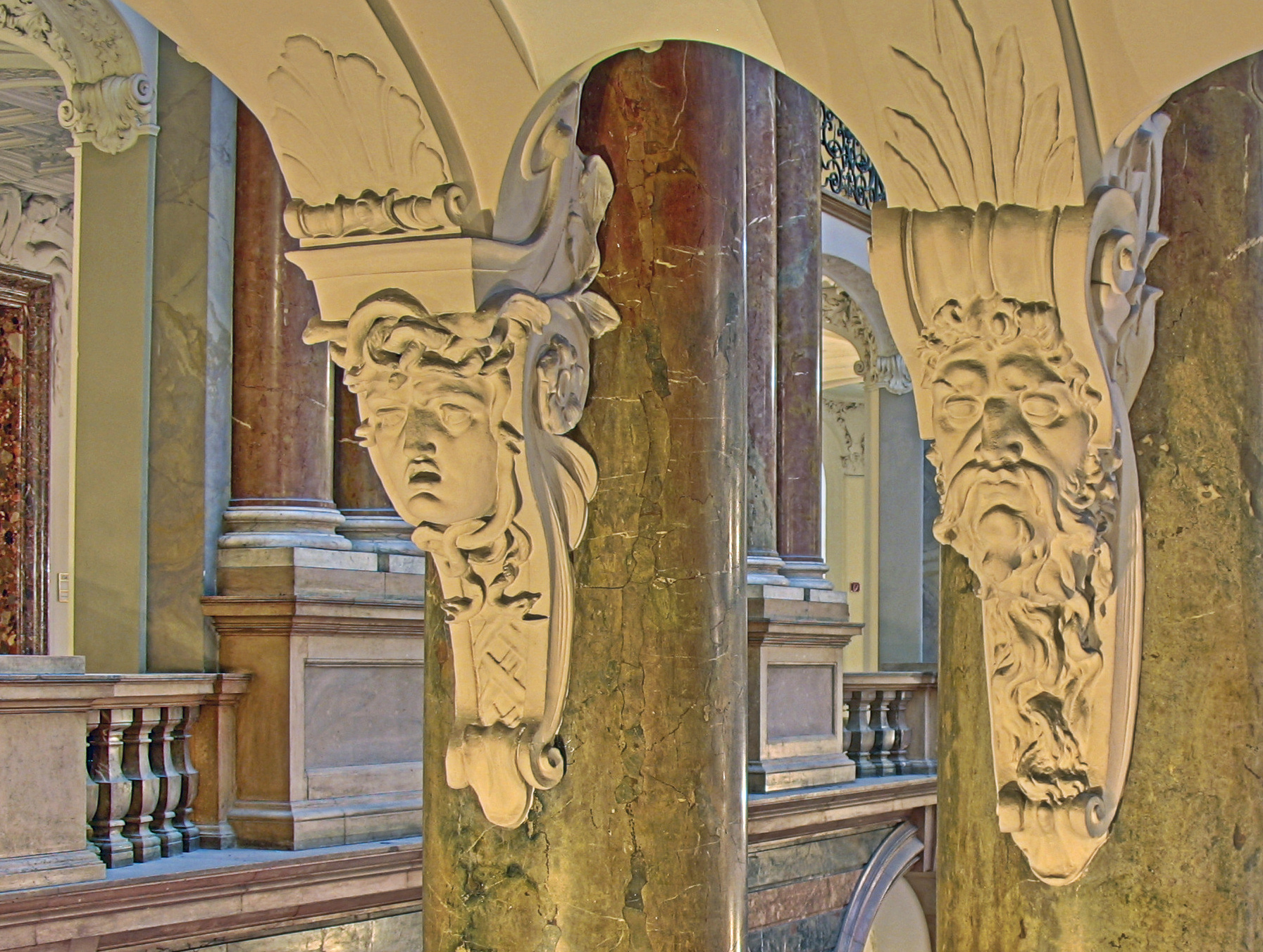
Treppensäulendetail